# هاردی برادرز
هاردی برادرز (انگلیسی: Hardy Brothers) یک خرده فروش تخصصی و شرکت خصوصی جواهرات لوکس، ساعت و هنرهای تزئینی در استرالیا است، که در سال ۱۸۵۳ تأسیس شد.

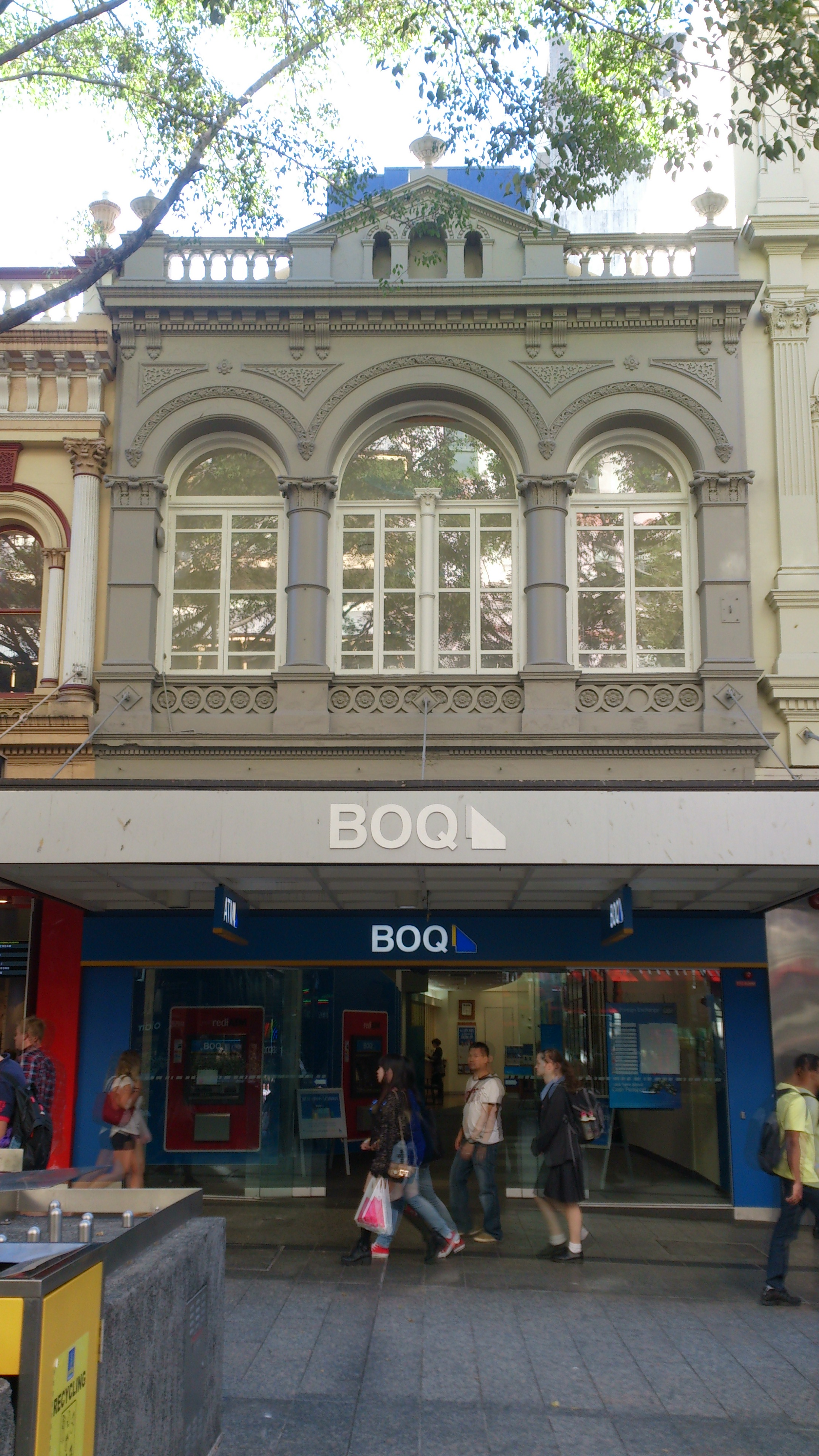
ساختمان سابق برادران هاردی، خیابان کوئین، بریزبن، ۲۰۱۴

محصولات تاریخی این شرکت اکنون بسیار کلکسیونی هستند و در مجموعه‌های دولتی و ملی نگهداری می‌شوند. این شرکت تنها کسب و کار جواهرات استرالیایی است که دارای حکم سلطنتی است و از سال ۱۹۸۰ جام ملبورن را تولید کرده‌است.

## تاریخچه
برادران هاردی در سال ۱۸۵۳ توسط جان هاردی، فرد انگلیسی که به تازگی وارد سیدنی استرالیا شده بود، تأسیس شد. در سال ۱۸۵۵، کسب و کار آن‌ها به خیابان هانتر واقع در سیدنی نقل مکان شد و تا سال ۱۹۳۵ در آنجا باقی ماند.

## مدیر عامل‌ها
- جان هاردی
- والتر هاردی
- پرسی هاردی
- ریچارد هاردی[۴]

## مدیران ارشد

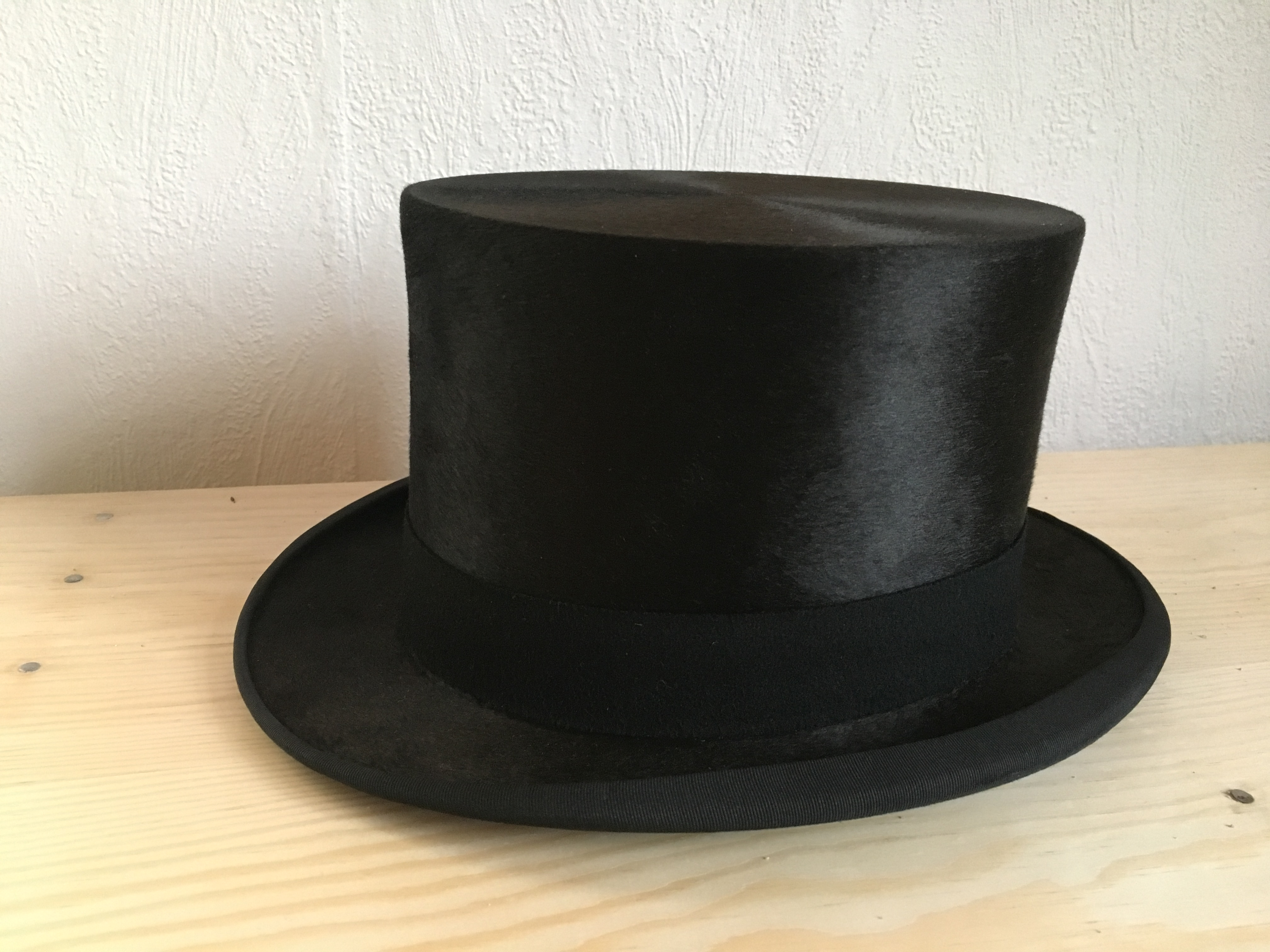
نوعی کلاه از برادران هاردی

- جک لکی
- هری کویل
- آرتور سیمز[۴]
- جان مک کینی[۵]
- نوعی کلاه از برادران هاردیاستوارت بیشاپ[۶]